# Procesul de la Nürnberg (film)
 Procesul de la Nürnberg (titlul original: în engleză Judgment at Nuremberg) este un film dramă-istorică american, realizat în 1961 de regizorul Stanley Kramer, după romanul omonim al scriitorului Abby Mann, protagoniști fiind actorii Spencer Tracy, Burt Lancaster, Richard Widmark, Maximilian Schell. 

## Distribuție
- Spencer Tracy – judecătorul Dan Haywood
- Burt Lancaster – acuzatul dr. Ernst Janning bazat pe Oswald Rothaug
- Richard Widmark – procurorul col. Tad Lawson
- Maximilian Schell – avocatul apărării Hans Rolfe
- Werner Klemperer – acuzatul Emil Hahn
- Marlene Dietrich – dna. Bertholt
- Montgomery Clift – Rudolph Peterson
- Judy Garland – Irene Hoffmann-Wallner
- Howard Caine – Hugo Wallner - soțul Irenei
- William Shatner – căpitanul Harrison Byers
- John Wengraf – dr. Karl Wieck, fostul ministru al justiției în Republica Weimar
- Karl Swenson – dr. Heinrich Geuter, avocatul cazului Feldenstein
- Ben Wright – dl. Halbestadt, majordomul lui Haywood
- Virginia Christine – dna. Halbestadt, menajera lui Haywood
- Edward Binns – senatorul Burkette
- Torben Meyer – acuzatul Werner Lampe
- Martin Brandt – acuzatul Friedrich Hofstetter
- Kenneth MacKenna – judecătorul Kenneth Norris
- Ray Teal – judecătorul Curtiss Ives
- Alan Baxter – generalul de brigadă Matt Merrin
- Joseph Bernard – maior Abe Radnitz, asistentul lui Lawson
- Olga Fabian – Mrs. Elsa Lindnow, martora în cazul Feldenstein
- Otto Waldis – Pohl
- Paul Busch – Schmidt
- Bernard Kates – Max Perkins

## Premii și nominalizări
Premii
- Oscar 1962:
  - Cel mai bun actor: Maximilian Schell
  - Cel mai bun scenariu adaptat: Abby Mann
- Globul de Aur 1962: 
  - Cel mai bun regizor pentru Stanley Kramer
  - Cel mai bun actor (dramă) pentru Maximilian Schell
- David di Donatello: Cel mai bun film străin în 1962

Nominalizări
- Oscar 1962:
  - Cel mai bun film
  - Cel mai bun regizor: Stanley Kramer
  - Cel mai bun actor: Spencer Tracy
  - Cea mai bună actriță în rol secundar: Judy Garland
  - Cel mai bun actor în rol secundar : Montgomery Clift.
  - Cea mai bună imagine
  - Cele mai bune costume
  - Cele mai bune decoruri
  - Cel mai bun montaj